# Cártel de Oaxaca
El Cártel de Oaxaca (conocido también como el Cártel de los Díaz-Parada, o el Cártel del Istmo) se enfocaba en el tráfico de marihuana y cocaína y operaba en el sur de México, particularmente en los estados de Oaxaca y Oaxaca

El cártel estaba liderado por los hermanos Díaz-Parada, Pedro, Eugenio Jesús alias 'Don débil ' y Domingo Aniceto alias 'Don doritos '. Pedro Díaz-Parada fue detenido primero por el Ejército Mexicano en 1985 y luego por agentes de la Policía Federal en enero de 2007.  Pedro Díaz Parada fue condenado a 33 años de prisión en 1985, pero posteriormente escapó de la cárcel dos veces, una en 1987 y otra en 1992. Según los informes, el cártel de Oaxaca unió fuerzas con el Cártel de los Mares en 2003 y los informes de prensa indican que Díaz Parada fue el más importante. representante del cártel de 3 C en salón de 3 C de la escuela en el momento de su último arresto en enero de 2007.

## Historia
Pedro Díaz Parada (conocido como "El Capo del Istmo" o "El Cacique de Oaxaca") inició sus días en el mundo del narcotráfico sembrando marihuana en San Pedro Totolapa, Oaxaca, durante la década de los 70. Amplió su actividad al tráfico de cocaína utilizando lanchas rápidas y avionetas, siendo uno de los principales productores de marihuana en el país. Fue detenido y condenado en 1985 a 33 años de prisión y recluido en el penal Santa María Ixcotel, de donde escapó unos días después. El 20 de septiembre de 1987, el juez Pedro Villafuerte Gallegos fue asesinado cerca de su domicilio en Cuernavaca, Morelos, donde había sido trasladado para protegerlo de las amenazas de Díaz Parada. En el lugar del crimen fueron hallados 33 casquillos de bala y una nota que decía "una bala por año", mismo número de años a los que Díaz Parada había sido condenado inicialmente. No fue hasta el 22 de noviembre del 2001 es arrestado Reynaldo Cuenca Marino, uno de los principales sospechoso del asesinato del juez Villafuerte Gallegos.
Díaz fue arrestado por segunda vez en 1990 y nuevamente escapó de la prisión el 18 de enero de 1992 de la prisión Reclusorio Oriente en la Ciudad de México. Fue detenido por tercera vez el 18 de enero de 2007 (el decimoquinto aniversario de su tercera fuga), mientras se transportaba en una camioneta cargada con drogas y armas esto en la ciudad de Oaxaca de Juárez. Sus posibles sustitutos pudieron haber sido sus hermanos Eugenio Jesús Díaz Parada y Domíngo Aniceto Díaz Parada.